# David Ondříček
David Ondříček (ur. 23 czerwca 1969 w Pradze) – czeski reżyser, scenarzysta i producent filmowy. Syn Miroslava.
Studiował na FAMU w latach 1987–1992. W pełnym metrażu debiutował w 1996, wcześniej kręcił filmy dokumentalne, także na potrzeby telewizji. W 1999 założył wytwórnię Lucky Man Films, w której w następnym roku zrealizował swój drugi film fabularny – Samotnych, opowieść o grupie praskich trzydziestolatków. W 2003 we współpracy z aktorem Jiřím Macháčkiem wyreżyserował groteskowy, pełen absurdalnego humoru, obraz Jedna ręka nie klaszcze, a w 2006 komedię Grandhotel na podstawie powieści Jaroslava Rudiša.

## Reżyseria
- Szeptem (Šeptej 1996)
- Samotni (Samotáři 2000)
- Jedna ręka nie klaszcze (Jedna ruka netleská 2003)
- Grandhotel (2006)
- W cieniu (Ve stínu 2012)